# 尿激酶
尿激酶（英語：Urokinase）由肾脏生成，可直接激活纤维蛋白溶酶原转变成纤溶酶。尿激酶是从尿中提取的第一代天然溶栓药。